# Schnitzel

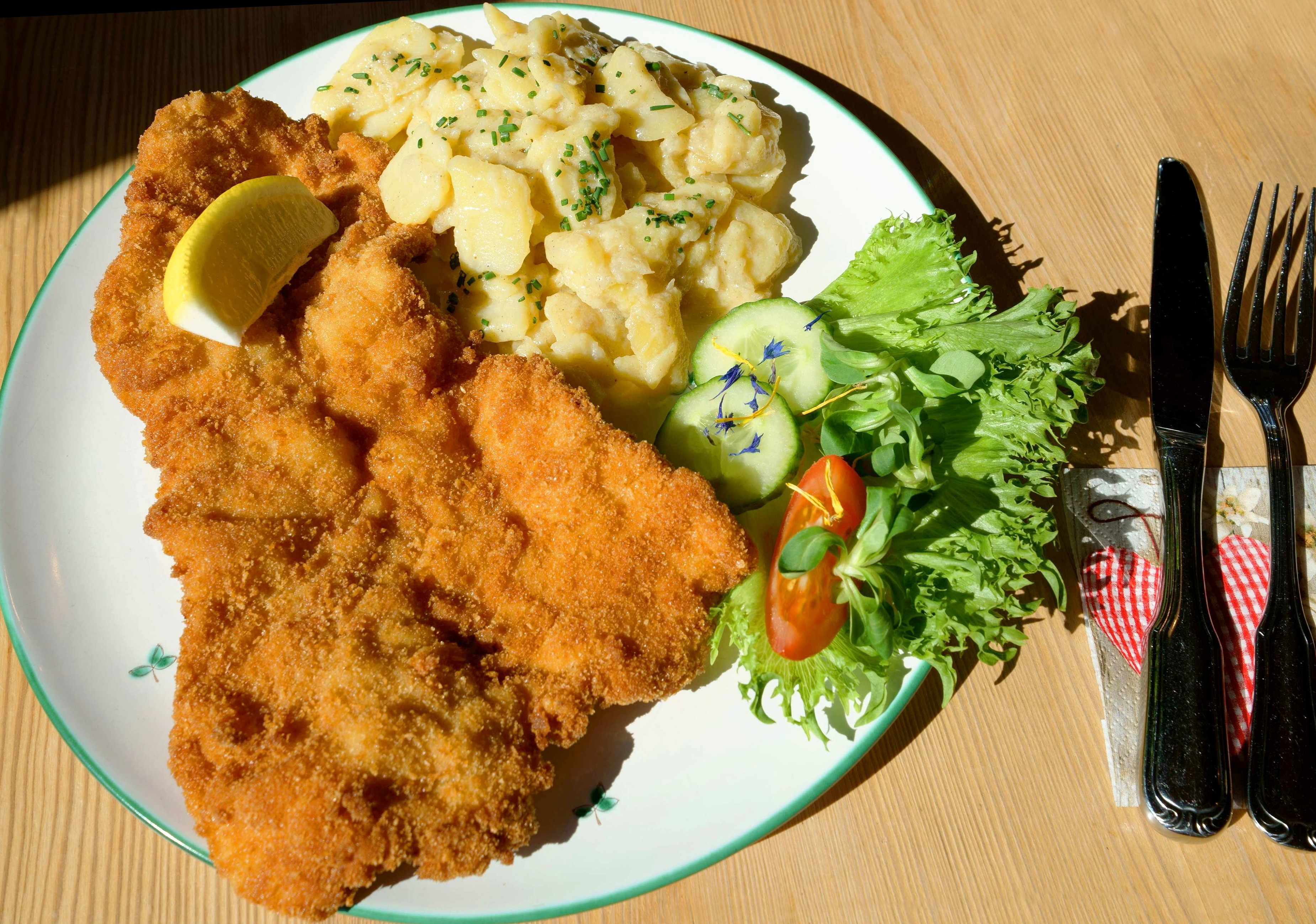
"Äkta" wienerschnitzel av kalvkött, därtill potatissallad, serverad på en österrikisk restaurang.

Schnitzel, (tjeckiska: řízek, polska: schabowy) är en typisk centraleuropeisk maträtt. Den består av en mörad skiva kött, oftast skinka, men också kalvkött (så kallad wienerschnitzel), kyckling, kalkon. I Sverige är en schnitzel panerad i ströbröd och stekt eller friterad, vanligtvis i ister eller olja. I tysktalande länder syftar schnitzel på en tunn skiva kött utan ben i, som inte nödvändigtvis är panerad. Det finns också ett antal varianter med olika fyllningar, till exempel skinka, ost, bacon, ädelost eller korv.

## Wienerschnitzel
En äkta wienerschnitzel görs på kalvkött, som bankas tunt och dubbelpaneras före stekning. Enligt österrikiska restaurangregler säljs aldrig schnitzel gjord av fläskkött som "Wiener Schnitzel", utan kallas då istället Schweineschnitzel, eller i sällsynta fall Wienerschnitzel (vom Schwein). En variant gjord på kalkon finns också numera, Putenschnitzel.
I Wien är wienerschnitzeln större och hårdare stekt än den vanligtvis är i Sverige. Vanligtvis serveras schnitzel med pommes frites, kokt potatis, stekt potatis eller ris. Enligt österrikisk sed serveras wienerschnitzel med en typ av varm potatissallad, gjord på skivad kokt potatis, vinäger, olivolja, salt och peppar.
Det, enligt många svenska kokböcker, "klassiska wienergarnityret" bestående av kapris rullad i en sardellfilé eller ansjovis (skarpsill) är inte brukligt i Österrike. Däremot förekom det schnitzel med kapris och ansjovis i Wien kring år 1915.
I Sverige serveras schnitzeln ofta med en tunn citronskiva och gröna ärter. I Wien serveras den ofta med en rejäl citronklyfta, ibland friterad persilja, och en grönsallad.

## Andra typer av schnitzel

### Schnitzel cordon bleu
Även kallad: Schweizerschnitzel eller Blixthenschnitzel. Denna variant innehåller en fyllning av emmentalerost och skinka. 

### Skinkschnitzel
Skinkschnitzel är en schnitzel som består av en skiva färsk skinka som ofta paneras och steks gyllenbrun. Ibland fylls skinkschnitzeln med exempelvis rökt skinka, bacon, senap eller ost innan den steks.

### Zigeunerschnitzel
Zigeunerschnitzel, (även känd som Zigenarschnitzel) är ett tyskt och österrikisk recept på en snabbstekt, icke panerad schnitzel med en sås som innehåller peppar, tomater och svamp.

### Jägerschnitzel
Jägerschnitzel (franska Escalope chasseur) består av panerad kalv- eller fläskschnitzel som steks i smör och serveras med en svamp-tomat eller svamp-gräddesås. Tillbehör är bratkartoffel (stekt potatis) eller pommes frites.

## Bilder

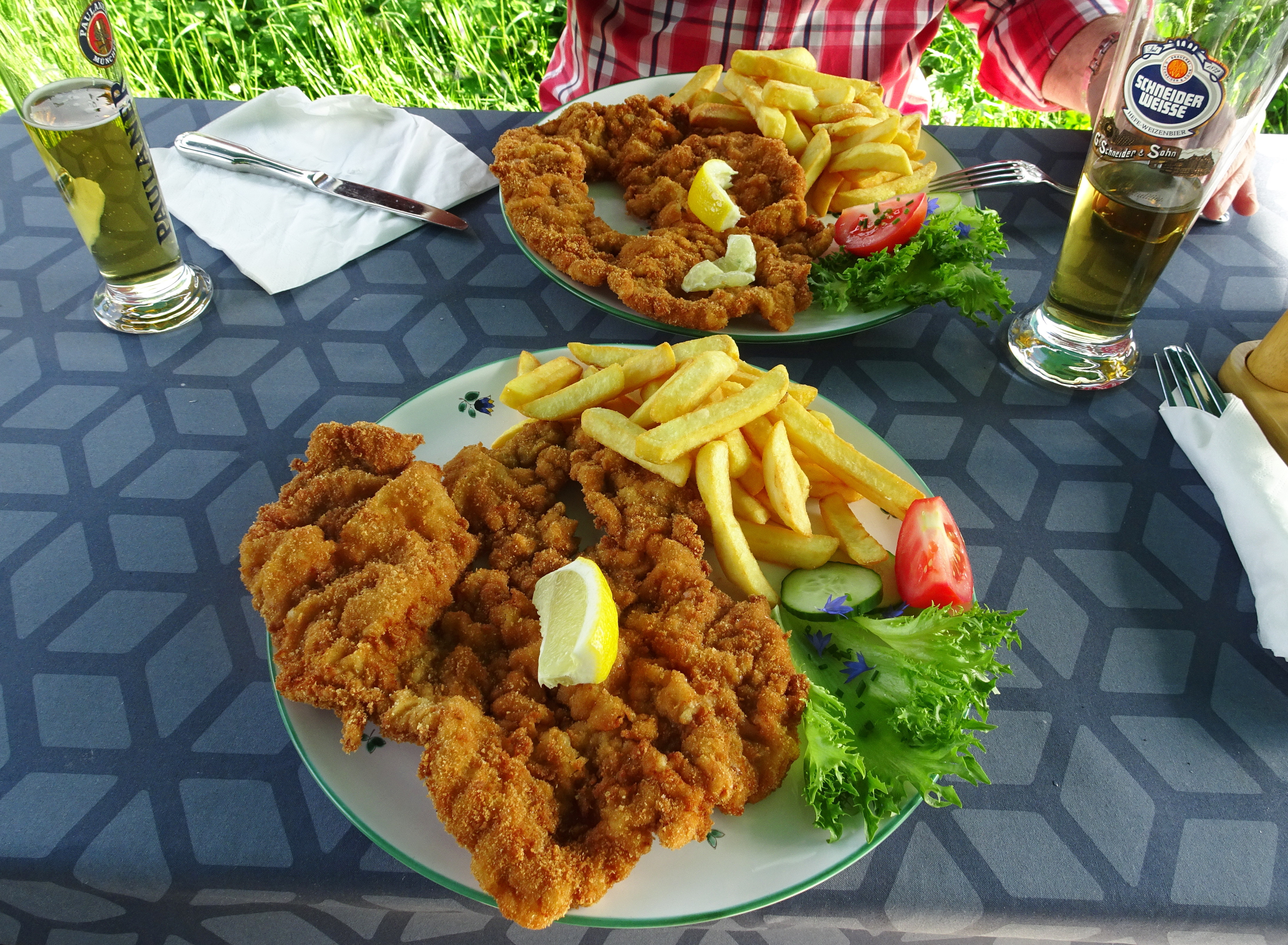
Två fläskschnitzlar med pommes frites.
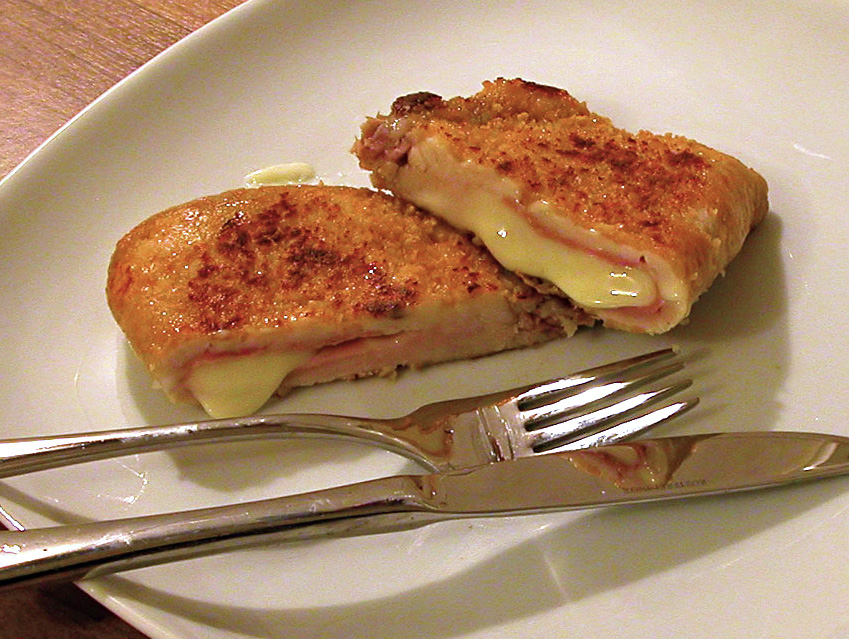
Schnitzel Cordon bleu.
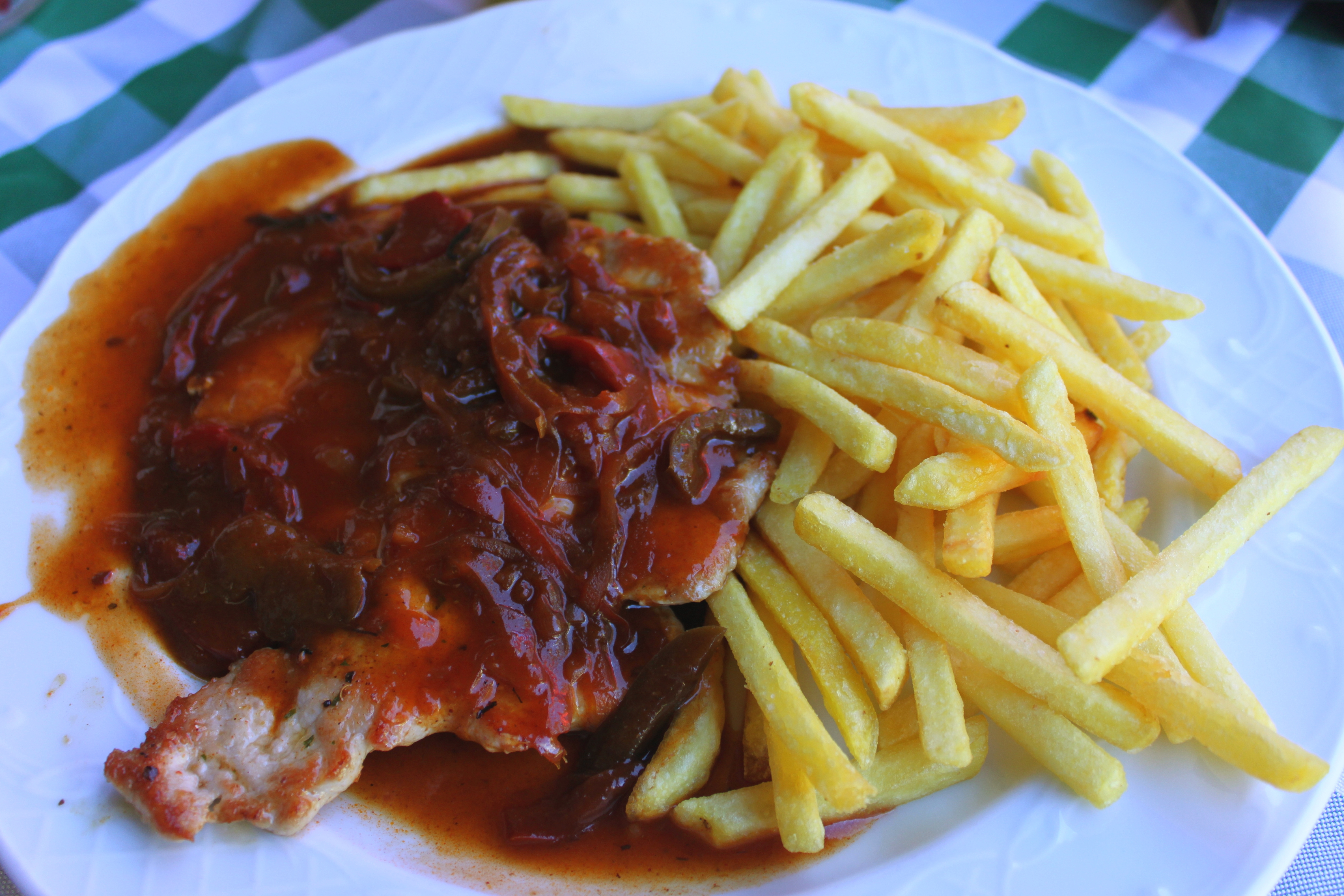
Zigeunerschnitzel med pommes frites.
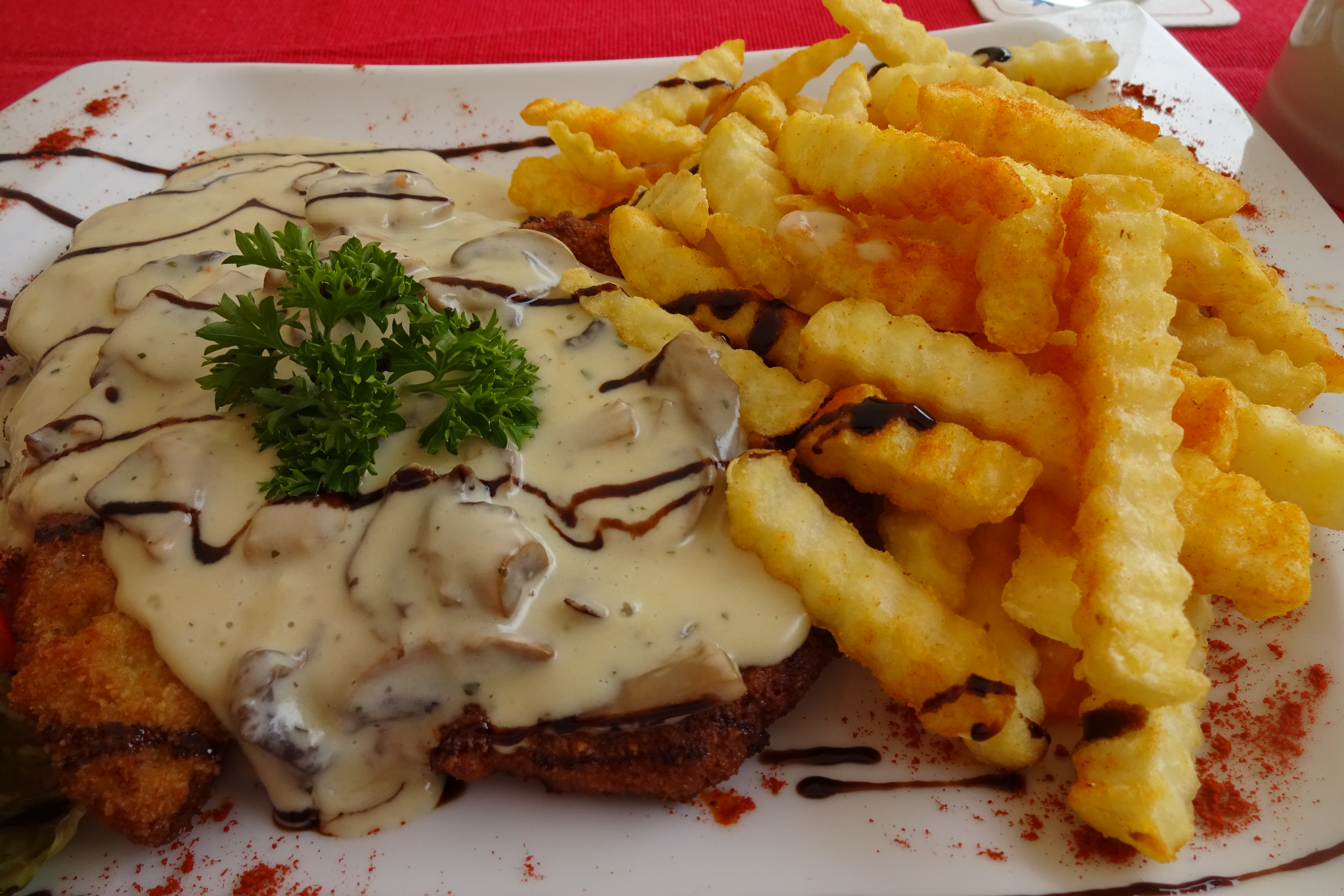
Jägerschnitzel med champinjon-gräddsås och pommes.